# Макс Лемке (генерал)
Макс Лемке (нім. Max Lemke; 7 квітня 1895, Шведт — 29 травня 1985, Ганновер) — німецький воєначальник, генерал-майор вермахту. Кавалер Лицарського хреста Залізного хреста.

## Біографія
12 травня 1914 року вступив в 13-й уланський полк Прусської армії. Учасник Першої світової війни. 18 грудня 1918 року демобілізований.
1 березня 1937 року вступив в службу комплектування ад'ютантом навчального керівника берлінського ландверу. З 1 вересня 1939 року — ад'ютант 386-го піхотного полку 218-ї піхотної дивізії. З грудня 1939 року — командир 218-го, з 17 березня 1942 року — 17-го розвідувального дивізіону, з 16 січня 1943 року — 25-го танково-гренадерського полку. З 8 листопада по 15 грудня 1944 року пройшов курс командира човна. З 5 по 23 січня 1945 року — командир 7-ї танкової дивізії, з 9 лютого — 1-ї парашютно-танкової дивізії «Герман Герінг». 12 травня взятий в полон союзниками. 18 червня 1945 року звільнений.
Після війни був науковим представником в Ганновері і активним членом Орденського товариства кавалерів Лицарського хреста. Був похований з військовими почестями в Ганновері. Лемке був останнім живим службовцем 13-го уланського полку.

## Звання
- Лейтенант резерву (січень 1918)
- Оберлейтенант резерву (1 липня 1936)
- Ротмістр служби комплектування (1 березня 1937)
- Майор (1 липня 1940)
- Оберстлейтенант (1 вересня 1942)
- Оберст (1 вересня 1943)
- Генерал-майор (20 квітня 1945)

## Нагороди
- Залізний хрест 2-го і 1-го класу
- Почесний хрест ветерана війни з мечами
- Медаль «За вислугу років у Вермахті» 4-го класу (4 роки)
- Медаль «У пам'ять 1 жовтня 1938 року»
- Застібка до Залізного хреста 2-го і 1-го класу
- Штурмовий піхотний знак в сріблі
- Лицарський хрест Залізного хреста (18 жовтня 1941)
- Німецький хрест в золоті (23 червня 1943)
- Медаль «За зимову кампанію на Сході 1941/42»